# 南海高師浜線
高師浜線（たかしのはません）は、大阪府高石市の羽衣駅から高師浜駅までを結ぶ南海電気鉄道の鉄道路線。

## 路線データ
- 路線距離（営業キロ）：1.4 km[1]
- 軌間：1067 mm
- 駅数：3駅（起終点駅含む）
- 複線区間：なし（全線単線）
- 電化区間：全線電化（直流1500 V）
- 閉塞方式：自動閉塞式
- 最高速度：45 km/h

## 運行形態
羽衣駅 - 高師浜駅間を往復する線内折り返しの普通列車のみが運行されている。ワンマン運転を実施している。日中はおおむね1時間に3本運行されている。
車両は2000系電車が使用される。過去には2200系なども使用された。2027年度からは8300系がGOA2.5自動運転によって運用開始予定である。

## 歴史
日露戦争時に、現在の高石市高師浜および千代田の沿岸部にロシア兵俘虜収容所（約43ヘクタール）が建設された。講和後しばらくは陸軍が宿舎として使用していたが、大正中期に宿舎跡地を利用した住宅地開発に伴って敷設された。

### 年表
- 1918年（大正7年）10月2日：南海鉄道により羽衣 - 伽羅橋間が開業。
- 1919年（大正8年）10月25日：伽羅橋 - 高師浜間が開業し全通。
- 1944年（昭和19年）6月1日：関西急行鉄道と合併し近畿日本鉄道となる。
- 1947年（昭和22年）6月1日：旧・南海鉄道の路線が南海電気鉄道に分離譲渡され、南海高師浜線となる。
- 1970年（昭和45年）3月1日：伽羅橋 - 高師浜間が高架化。
- 1989年（平成元年）11月12日：1両編成から2両編成の運転になる[2]。
- 2001年（平成13年）3月24日：ワンマン運転開始。
- 2016年（平成28年）10月8日：2230系車両を使用した高師浜線初のラッピング電車「走る!工場夜景」を約半年間の予定で運転開始[3]。
- 2020年（令和2年）9月15日：「走る！工場夜景」運転終了[4]。
- 2021年（令和3年）5月22日：羽衣駅の高架化工事のため営業を休止し[5]、バス代行輸送を実施[6]。代行バスという形で工場夜景のラッピングが復活[7]。羽衣駅移動のため、0.1 km短縮。
- 2024年（令和6年）4月6日：高架化工事が完了し、運行を再開[8]。前日をもってバス代行輸送を終了。

## 駅一覧
- 全駅大阪府高石市内に所在。
- 普通車のみ運転。全列車が各駅に停車。線内での列車交換は不可。

| 駅番号 | 駅名     | 駅間キロ | 営業キロ | 接続路線                                                        |
| ------ | -------- | -------- | -------- | --------------------------------------------------------------- |
| NK16   | 羽衣駅   | -        | 0.0      | 南海電気鉄道： 南海本線 西日本旅客鉄道：■阪和線支線（東羽衣駅） |
| NK16-1 | 伽羅橋駅 | 0.9      | 0.9      |                                                                 |
| NK16-2 | 高師浜駅 | 0.5      | 1.4      |                                                                 |

## 連続立体交差事業

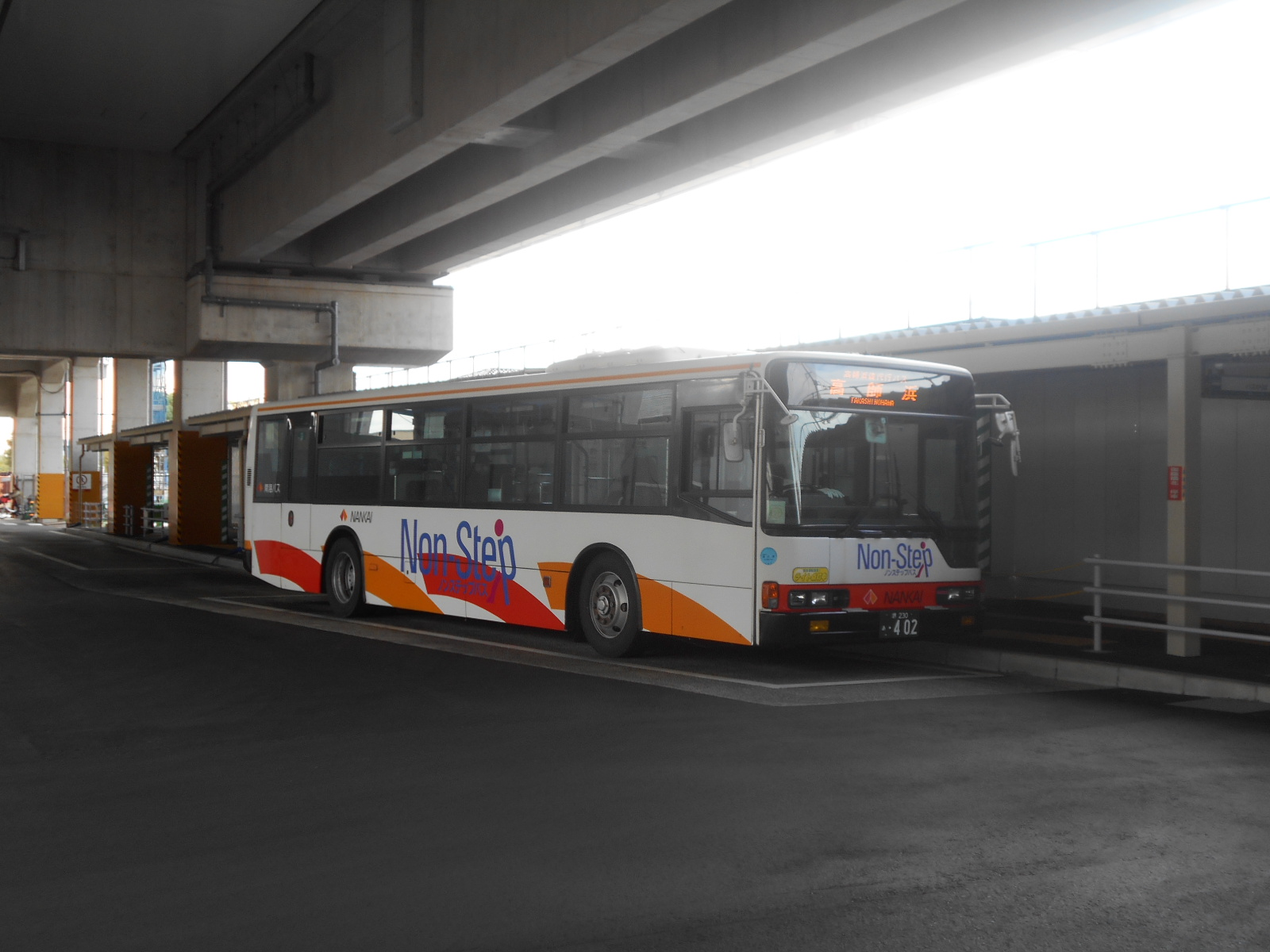
高架化に伴う高師浜線代行バス（2021年11月撮影）

羽衣駅 - 伽羅橋駅間の約1.0 kmにおいて連続立体交差事業（鉄道高架橋新設工事）を進め、羽衣駅 - 高石駅間の上下線高架化工事完了後に着手した。この連続立体交差事業のため高師浜線全線が2021年5月22日から2024年4月5日まで休止され、休止期間中はバス代行輸送が実施されていた。これは全面運休によって工期を5年から3年に短縮できる事や、線路周辺が住宅地であり、線路周辺の道路が狭く、仮線の設置や特殊車両を進入させるスペースが線路脇にないため、代行バスによる運行が効率的と判断したためである。
羽衣駅には代行バス乗換専用改札口と代行バス専用乗降場が設置された。伽羅橋駅の代行停留場として、府道堺阪南線上の高師浜線の北側に伽羅橋（北）停留場、高師浜線の南側に伽羅橋（南）停留場が設置された。高師浜駅の代行バス停留場は大阪府立臨海スポーツセンター敷地内に設置された。運賃は南海他路線との乗り継ぎ時も含め、鉄道運休前と同じく全線とも南海の鉄道運賃を適用していた。
2024年4月6日の高師浜線の運転再開に伴い、代行バスの運行は前日の4月5日をもって終了した。
なお、2015年7月31日に開催した大阪府の平成27年度第3回建設事業評価審議会の資料によれば、2021年春に高架化工事を完了する予定であった。

### 代行停留所一覧
- 全停留所[13]大阪府高石市内に所在。
- 各停留所に停車。南海バス（堺営業所）の車両で運行していた[14]。
- 羽衣駅から伽羅橋（北）停留所間のうち南海本線沿いの区間は、高架脇に暫定的に設けられたバス専用道路を走行していた。
- 線内各停留所と羽衣駅以遠の相互間を乗車する場合は、南海電鉄の他路線と同じ乗車券類が利用可能。羽衣駅構内の代行バス乗換専用改札口には伽羅橋駅用・高師浜駅用それぞれの自動改札機、自動精算機、乗車駅証明書発行機が設置されており、ここで運賃精算や乗降処理を行っていた。羽衣駅を経由する代行バス利用の場合、代行バス車内での運賃支払は発生しなかった[11]。
- 伽羅橋（北・南）停留所と高師浜停留所の相互間の乗車の場合に限り、カード形式の乗車券（ICカード乗車券等）の利用不可。そのため、同区間のみの乗車で定期乗車券、回数乗車券（カード式除く）等の有効な乗車券類を所持していない場合は、現金で同区間の運賃180円（2023年9月30日までは160円）をバス車内で支払う必要があった[11]。

| 停留所名     | 駅間キロ | 営業キロ | 設置場所                                | 備考                               |
| ------------ | -------- | -------- | --------------------------------------- | ---------------------------------- |
| 羽衣         | -        | 0.0      | 羽衣駅改札内（南海本線高架下）          |                                    |
| 伽羅橋（北） | 0.9      | 0.9      | 新羽衣橋付近（大阪府道204号堺阪南線上） | 伽羅橋（南）から乗車の場合下車不可 |
| 伽羅橋（南） | 0.9      | 0.9      | 高石神社付近（大阪府道204号堺阪南線上） | 伽羅橋（北）から乗車の場合下車不可 |
| 高師浜       | 0.5      | 1.4      | 大阪府立臨海スポーツセンター敷地内      |                                    |

### 代行バスの運行経路
羽衣駅 -〈南海本線高架脇のバス専用道路〉-〈新村北線〉-［羽衣南交差点］-〈大阪府道204号堺阪南線〉- 伽羅橋（北）停留所 -〈大阪府道204号堺阪南線〉- 伽羅橋（南）停留所 -〈大阪府道204号堺阪南線〉-［高石交差点］-〈高石臨港線〉- 高師浜停留所（大阪府立臨海スポーツセンター内）

### 代行バスの運行形態
羽衣駅 - 高師浜停留所間を往復する線内折り返しが基本であったが、運行開始から2021年10月15日までは平日朝ラッシュ時の上り羽衣方面行に限り伽羅橋（北）停留所始発の区間便が追加で設定されていた。運行開始時の運行本数は鉄道運休前の本数に準じ、日中は概ね1時間に3 - 4本の運行である。朝夕のラッシュ時には鉄道運休前と比べて増便が行われ、特に平日の朝ラッシュ時には続行便も追加設定されるなど、輸送力確保のために最大で1時間に15本（2021年10月15日までは13本）もの本数（バス車両台数は15台）が設定された時間帯もある。なお、鉄道による運行では全線の所要時間は3分程度であったのに対し、代行バスでは全線で約15分となっており5倍の時間を要していた。
2021年10月16日からは混雑平準化のために朝夕ラッシュ時の運行間隔が変更され、平日の朝ラッシュ時に設定されていた伽羅橋（北）停留所始発の区間便が高師浜停留所始発に延長となった。これに伴い平日の朝ラッシュ時には全線で1時間あたり最大15本の本数が設定されることとなった。